# Municipio de Norway (condado de Kittson)
El municipio de Norway (en inglés: Norway Township) es un municipio ubicado en el condado de Kittson en el estado estadounidense de Minnesota. En el año 2010 tenía una población de 91 habitantes y una densidad poblacional de 1 personas por km².

## Geografía
El municipio de Norway se encuentra ubicado en las coordenadas 48°40′11″N 96°34′9″O / 48.66972, -96.56917. Según la Oficina del Censo de los Estados Unidos, el municipio tiene una superficie total de 91.06 km², de la cual 90,24 km² corresponden a tierra firme y (0,9 %) 0,82 km² es agua.

## Demografía
Según el censo de 2010, había 91 personas residiendo en el municipio de Norway. La densidad de población era de 1 hab./km². De los 91 habitantes, el municipio de Norway estaba compuesto por el 98,9 % blancos, el 1,1 % eran amerindios. Del total de la población el 0 % eran hispanos o latinos de cualquier raza.